# Demikát
Demikát je polévka z brynzy, typická pro slovenskou a valašskou kuchyni. Jejími přednostmi je snadná příprava, množství zdraví prospěšných látek a dostupnost surovin (k těm patřila dříve i brynza, ovšem v moderních městských domácnostech je tomu jinak).

## Příprava
Ve vhodné nádobě se smíchá brynza s nadrobno nasekanou cibulí a kořením (pepř, drcený kmín, na Slovensku se přidává také sladká mletá paprika) a zaleje se teplou haluškovicí (voda zbylá po vaření bramborových halušek). Solit se nemusí, pravá brynza je slaná dost. Vše se dobře rozšlehá a nechá na mírném ohni krátce prohřát; demikát nesmí vřít, aby neztratil vitamíny. Polévka se na talířích doplní kostkami starého chleba opraženého na sádle a posype pažitkou, koprem nebo petrželovou natí.

### Obměny
Polovina brynzy se může z finančních důvodů nahradit pomazánkovým máslem nebo zakysanou smetanou. Voda z instantních halušek nemá vlastnosti pravé haluškovice, dá se ovšem použít voda z brambor, těstovin nebo zeleninový vývar. Někdy se do hotového demikátu přidává česnek, máslo, uzený sýr, orestovaná slanina, vařené brambory, houby nebo tarhoňa. Takto vylepšený demikát se nazývá také „čír“ a může se podávat jako hlavní jídlo.

## Demikát vpopulární kultuře
Demikát byl název slovenské rockové skupiny z osmdesátých let, jejímž lídrem byl Marián Greksa (* 1959). Kapela vydala jediné eponymní album v roce 1986, kdy už končila koncertní činnost. V roce 1995 ještě vyšla kolekce Grejtst hic.
O demikátu pojednává slovenská dětská říkanka: Krát, krát, na dvakrát / varí mačka demikát. / Jak ho varí, tak ho varí, / veď to nie sú žiadne čary: / voda, bryndza, cibuľa, / mieša sa to dokola. // Prišiel kocúr k večeri, / voňalo mu zo dverí: / snáď, snáď, akurát / máme dneska demikát? // Pri večeri zo zvyku / dal sa kocúr do kriku, / že ho páli, že ho štípe, / nech to mačka sama chlípe, / keď tam dala papriku. // Hneď sa mačka hnevala, / že papriky nedala, / iba štipku soli snáď. / S plačom jedli demikát.